# Puente de Órbigo
Puente de Órbigo es una localidad española de la provincia de León, en la comunidad autónoma de Castilla y León. Se encuentra en la Ribera del Órbigo y pertenece al municipio de Hospital de Órbigo.
- Datos: Q2888889